# Richtlinie 2013/35/EU über den Schutz vor der Gefährdung durch elektromagnetische Felder
Die Richtlinie 2013/35/EU des Europäischen Parlaments und des Rates vom 26. Juni 2013  (kurz: EMF-Richtlinie) behandelt den Schutz der Arbeitnehmer vor tatsächlichen oder möglichen Gefährdungen ihrer Gesundheit und
Sicherheit durch Einwirkung von elektromagnetischen Feldern.

## Inhalt
Die EMF-Richtlinie legt Mindestanforderungen für den Schutz der Arbeitnehmer vor tatsächlichen oder möglichen Gefährdungen ihrer Gesundheit und Sicherheit durch Einwirkung von elektromagnetischen Feldern während ihrer Arbeit fest. Die Richtlinie behandelt alle bekannten direkten und indirekten biophysikalischen Wirkungen, die durch elektromagnetische Felder hervorgerufen werden. Die Grenzwerte, die in dieser Richtlinie festgelegten werden, gelten nur für wissenschaftlich nachgewiesene Zusammenhänge zwischen direkten biophysikalischen kurzzeitigen Auswirkungen und der Exposition gegenüber elektromagnetischen Feldern. Vermutete Langzeitwirkungen werden nicht behandelt.
Die Unfallverhütungsvorschrift "Elektromagnetische Felder" (DGUV Vorschrift 15) behandelt den Schutz der Versicherten der Berufsgenossenschaften, welche auf der Unfallverhütungsvorschrift BGV B11 basiert.
Die Umsetzung der EMF-Richtlinie in deutsches Recht erfolgte mit der Verordnung zum Schutz der Beschäftigten vor Gefährdungen durch elektromagnetische Felder (Arbeitsschutzverordnung zu elektromagnetischen Feldern – EMFV).

## CE-Kennzeichnung und Konformitätserklärung
Eine CE-Kennzeichnung auf Basis dieser Richtlinie ist nicht zulässig.

## Fassungen der EMF-Richtlinie
Die EMF-Richtlinie 2013/35/EU hebt die Richtlinie 2004/40/EG gleichen Titels auf.